# 林久美子
林 久美子（はやし くみこ、1972年〈昭和47年〉9月7日 - ）は、日本のタレント、ニュースキャスター、コメンテーター、政治家。吉本興業所属。
参議院議員（2期）、文部科学大臣政務官（菅直人第1次改造内閣・第2次改造内閣）、参議院総務委員長、参議院沖縄及び北方問題に関する特別委員長、民主党滋賀県連代表を歴任。夫は衆議院議員の世耕弘成。本名：世耕久美子。

## 来歴

### 生い立ち
1972年9月7日に生まれる。1988年、八日市市立聖徳中学校、1991年、滋賀県立彦根東高等学校を卒業。2013年9月11日、世耕弘成と結婚。

### キャスターとして
1995年、早稲田大学第一文学部卒業後、びわ湖放送(BBC)に入社し、報道部キャスターを務める。番組「ニュースウェーブSHIGA」や、選挙速報、国会議員座談会、環境特別番組などのキャスターを務めた。仕事を通じて「政治への不信や無関心を目の当たりに」したとする。また、人権問題、メディア論、男女共同参画などをテーマに講演活動を行う。2002年に退社し、講演活動や月刊誌などへの寄稿を行う。2003年からは湖東コミュニティネットワークのキャスターも務めている。この頃、「仕事と両立するママと専業主婦のママの中間に位置」するという生活を送っていた。

### 政治家として
2004年7月、第20回参議院選挙に滋賀県選挙区から民主党公認で出馬した。記者の経験があること、一児の母親であること、また自民党が元BBCキャスターで当時県会議員であった蔦田恵子を擁立しようとしていたことなどが指名の背景にあった。「乳飲み子」を抱えたまま出馬すること、BBCのスタジオに選挙中に使用を申請したことなどを自民党県連に批判されたが、同党の上野賢一郎らを下し初当選。
2010年7月、第22回参議院選挙に出馬し、再選を果たした。
林は自らの政治活動のテーマを「教育、科学技術、文化、幼保一体化、男女共同参画、地方自治」とし、一期目では子ども政策を中心に取り組んできたとしている。滋賀報知新聞によれば「女性の視点にたった政策」に力点を置いてきた。参議院では環境委員会、決算委員会、北朝鮮による拉致問題等に関する特別委員会、文教科学委員会、少子高齢化・共生社会に関する調査会、議院運営委員会、総務委員会、行政監視委員会、政治倫理の確立及び選挙制度に関する特別委員会、消費者問題に関する特別委員会、予算委員会、災害対策特別委員会、国民生活・経済・社会保障に関する調査会などを務めている。2010年に総務委員会委員長を務めた。
小沢一郎民主党代表の下、2006年9月に民主党「次の内閣」ネクスト子ども・男女共同参画担当大臣、翌2007年9月にネクスト文部科学担当副大臣に就任した。

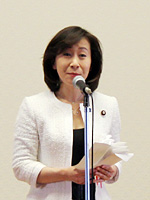
2011年5月18日、芸術選奨贈呈式にて

2010年、菅直人第1次改造内閣で笠浩史と共に文部科学大臣政務官に就任し、翌年の第2次改造内閣でも留任した。文部科学大臣は髙木義明。「子ども・子育て新システム検討会議」の作業グループのメンバーとして幼保一体化問題に取り組んだり、「予算監視・効率化チーム」や「待機児童対策チーム」のメンバーを務めたりした。
2011年8月26日、菅直人首相が民主党代表辞任を正式に表明。菅の辞任に伴う代表選挙（8月29日投開票）では前原誠司の推薦人に名を連ねた。
2013年1月、海江田万里代表の下、「次の内閣」文部科学大臣に就任した。いじめ・体罰防止対策ワーキングチームの座長としていじめ問題などに取り組み、「いじめ対策推進基本法案」・「体罰等の防止に関する対策の推進に関する法律案」を同年に提出している。同年6月13日には5野党議員らと共に「児童通学安全法」を参議院に提出した。
2012年の衆院選および2013年の参院選において、民主党は滋賀の選挙区で全敗したため、衆参合わせて滋賀県の選挙区から選出された唯一の民主党議員となった。
2014年5月、滋賀県知事選出馬のために衆議院議員を辞職し民主党を離党した三日月大造に代わり、民主党滋賀県連の代表に就いた。
2016年7月、参院選に滋賀県選挙区から3選を目指し出馬したが、落選。これにより衆参共に滋賀県の選挙区から選出された民進党議員は0になった。
2017年、早稲田大学大学院経営管理研究科に入学し、2019年MBAを取得。

### コメンテーターとして
2017年からは、社会問題コメンテーターとしてテレビ・ラジオ出演のほか、Forbes JAPANのオフィシャルコラムニストとしての執筆活動も行なっている。2019年3月に出演した政治バラエティー番組で「もう、選挙には出ません」と述べ、事実上政治家を引退したことを明かした。
2023年現在、『Morning community』（ミュージックバード、全国のコミュニティFM局に配信）の「くみこスタイル」に毎週水曜7:30から電話出演している。

## 主張
- 選択的夫婦別姓制度の導入に賛成[16][17]。「家族も個々の生き方で、多様な考えが尊重される生きやすい社会を実現したい」としている[18]。
- 憲法9条の改正に反対[16]。
- 永住外国人への地方選挙権付与の導入に賛成[16]。

## 所属団体・議員連盟
- 無戸籍問題を考える議員連盟（幹事長）[19]
- インクルーシブ教育を推進する議員連盟（事務局長代理）
- フリースクール等議員連盟（事務局長）

## 人物
- 趣味はピアノと読書。信条は「動機善なりや、私心無かりしか」、「継続は力なり」[4]。
- 2013年9月に自由民主党参議院議員の世耕弘成と結婚した[20]。

## 著書
- 「女性議員が増えれば社会が変わる」（パド・ウィメンズ・オフィス）
- 「教育機会確保法の誕生 子どもが安心して学び育つ」（東京シューレ出版）